# NK Tomislav Sveti Ivan Žabno
NK Tomislav je nogometni klub iz mjesta Sveti Ivan Žabno. U sezoni 2021./22. se natječe u 1. ŽNL Koprivničko-križevačka.

## Povijest
Na žalost mnogih ljubitelja športa i Nogometnog kluba "Tomislav", kao i objavljenog podatka da je Klub osnovan 1925. godine, podatak se pokazao netočnim. 
Istina je da su prvu loptu donijeli studenti iz Praga negdje oko 1922. godine, pa se nogomet igrao na ledini, kao susret ekipa pojedinih ulica. No natjecateljski se nogomet igra tek od osnivanja Kluba.
NK Tomislav je osnovan 1938. godine, od kada se neprekidno, sve do danas nalazi u raznim službenim ligama natjecanja.
NK "Tomislav" oduvijek je bi mjesto okupljanja i športskog natjecanja mladića svih generacija od osnivanja Kluba do danas. Klub je postizao značajne rezultate na športskom polju, ali i kao nositelj kulturne aktivnosti, kao organizator zabava, kojima je sticao potrebna sredstva za financiranje svojih aktivnosti. Bogata je i zanimljiva povijest ovoga športskog društva. Od igranja na ledini pred Općinom i školom, do prvog igrališta ispod sajmišta, koje je bilo okomito postavljeno na cestu, pa su igrači snažnijeg šuta, poput Ivice Miloša, uspijevali razbiti prozore na kući Emila Vukasovića preko ceste. Na gostovanja se putovalo pješke ili zaprežnim kolima. Glavni kočijaš bio je Antun Šubat, koji je igrače vozio "kam gođ i kad gođ" je trebalo. Samo na dalja gostovanja išlo se vlakom.
Plasiravši se u viši rang - Međuopćinsku ligu 1976. godine bilo je potrebno urediti igralište kako bi odgovaralo uvjetima u tom rangu natjecanja. Samo igralište postavljeno je uzdužno uz cestu kada su radnici "Vijadukta" nekoliko godina ranije, radeći asvaltnu cestu za Bjelovar, svojim strojevima napravili zemljane radove. Sada je trebalo još izgraditi ogradu i svlačionicu. Dio novca dobiven je od tadašnje SOFK-e (Savez organizacija fizičke kulture) Općine Križevci, a dio je namaknuo Klub organiziravši zabave čiji je čisti prihod bio dostatan da se izgradi svlačionica i ogradi igralište. Vodovod u svlačionicama dovršen je 1978. godine.
Kroz klub je prošlo mnogo mladića, koji su kasnije u životu stekli znanstvene titule, bili istaknuti liječnici, pravnici, matematičari, ugledni građani, javni radnici.
Jedan od ponajboljih igrača stasalih u ovom klubu bio je i prerano tragično preminuli Ivan Bastalec, koji je svojom igrom oduševljavao gledaoce i bio daleko iznad kvalitete ranga natjecanja u kojem je igrao NK "Tomislav". Po njegovoj smrti, Klub je donio odluku da se "Tomislavovo" igralište nazove njegovim imenom: Igralište Ivana Bastalca. U njegov spomen odigrani su mnogi turniri.
U klubu aktivno se radi s 20 seniora, 20 veterana, i oko 40 nogometaša mlađe dobi.